# 사라고사 매뉴스크립트
사라고사 매뉴스크립트(Rękopis znaleziony w Saragossie, The Saragossa Manuscript)는 폴란드에서 제작된 보이체크 하스 감독의 1965년 모험, 드라마, 판타지 영화이다. 지그뉴 시불스키 등이 주연으로 출연하였다.
폴란드와 다른 사회주의 동유럽 지역에서 개봉 당시 상대적인 성공을 거두었다. 나중에 미국에서도 성공을 거두었다.

## 출연

### 주연
- 지그뉴 시불스키

### 조연
- 엘즈비에타 치제브스카
- 리온 니엠직
- 프란시스젝 피엑즈카
- 자누스 클로신스키
- 애덤 포리코브스키

## 제작진
- 원작자: 얀 포토츠키